# Guillemette de Neuchâtel
 (septembre 2019).
Si vous disposez d'ouvrages ou d'articles de référence ou si vous connaissez des sites web de qualité traitant du thème abordé ici, merci de compléter l'article en donnant les références utiles à sa vérifiabilité et en les liant à la section « Notes et références ».
Guillemette  (ou Guillaumette) de Neuchâtel, parfois de Neufchâtel, née dans les années 1260 et morte en 1317 au château d'Etobon (près d'Héricourt, en Haute-Saône), est l'héritière du comté de Montbéliard.

## Biographie

### Origines
Guillemette (ou Guillaumette) est la fille d’Amédée Ier de Neuchâtel (fils de Rodolphe III de Neuchâtel et de Sibylle de Montfaucon-Montbéliard, fille aînée du comte Thierry III de Montbéliard), et de Jordanne, fille d'Aymon Ier de La Sarraz.
En 1282, elle se marie avec Renaud de Bourgogne dont elle eut : 
- Othenin († 1338, comte de Montbéliard, reconnu incapable) ;
- Agnès, † vers 1367/1377, épouse d'Henri de Montfaucon, d'où la suite des comtes de Montbéliard et des sires de Montfaucon ;
- Jeanne, † 1349, x 1° Ulrich III, comte de Ferrette, puis 2° Rodolphe-Hesso de Zähringen, margrave de Bade, puis en 3e noces le comte Guillaume de Katzenelnbogen ;
- Marguerite, x Guillaume II d'Antigny, seigneur de Sainte-Croix ;
- Alix, dame de Montfleur, puis de Lons en partie (le bourg de Lons) avec Montaigu (Jura), à la suite de son mariage avec Jean II de Chalon-Auxerre, comte d'Auxerre et de Tonnerre.

Lorsqu'elle meurt, quatre ans avant son époux, elle est enterrée à Baume-les-Messieurs. Son cœur est déposé en l'église Saint-Maimbœuf de Montbéliard (Doubs).

## Montbéliard et Bourgogne
Par dispositions testamentaires, le comte Thierry III de Montfaucon-Montbéliard (1205-1283) fit de la comtesse Guillemette, son arrière-petite-fille, la seule héritière du comté de Montbéliard.
Comme elle avait épousé Renaud, un sire de la maison de Bourgogne (Franche-Comté) fort de l'appui de son frère aîné le comte Othon IV, l’intégralité du comté revenait effectivement à Guillemette, au grand dam des autres descendants de Thierry III. Parmi eux, Thiébaut/Thiébaud III de Neufchâtel-Bourgogne, † 1304, fils de Marguerite de Montbéliard, la dernière fille de Thierry III de Montbéliard qui avait épousé en 1259 Richard de Neufchâtel-en-Bourgogne, avec comme dot les seigneuries de Blamont, Châtelot, Belmont et Cuisance. Blamont fut placé par les sires de Neufchâtel-en-Bourgogne sous la protection des comtes et des ducs de Bourgogne pour le soustraire à la convoitise de ceux de Montbéliard.
Afin d’éviter une guerre de succession, Renaud de Bourgogne apaisa la situation en faisant quelques concessions. Par une transaction faite le jeudi après Pâques fleuries de l’an 1283, il céda à Thiébaud III, sire de Neu(f)châtel, toute la partie du comté de Montbéliard que formaient les seigneuries de Blamont et de Châtelot ; à charge de les tenir de lui en fiefs, se réservant expressément sur les terres en question la suzeraineté. Selon l’acte, la seigneurie de Blamont comprenait les lieux suivants : Blamont, bourg et château, Roches, Chamabon (disparu), Ecurcey, Autechaux, Mossonvillers (disparu), Pierrefontaine, Villars, Damvant, Vaufrey, Réclère, Grandfontaine, Abbévillers, Rocourt, Vandoncourt, Seloncourt, Bondeval, Hérimoncourt, Mélieres, Glay et Audincourt.

### Sources
- Le Roman d'une Principauté Daniel. Seigneur. Editions Cêtre - Besançon.